# Ван Гог (фильм, 1991)
«Ван Гог» (фр. Van Gogh) — французский кинофильм, биографическая драма 1991 года, поставленная режиссёром Морисом Пиала, по собственному сценарию, рассказывающая о последних днях жизни известного нидерландского художника Винсента Ван Гога. Фильм участвовал в основной конкурсной программе 44-го Каннского кинофестиваля, а также был выдвинут в 12 номинациях на получение премии «Сезар», однако лишь исполнитель главной роли Жак Дютрон получил награду за лучшую мужскую роль.

## Сюжет
В основе сюжета фильма — рассказ о последних 67 днях жизни выдающегося художника Винсента Ван Гога, после его приезда в конце весны 1890 в городок Овер-сюр-Уаз близ Парижа. В это время он пишет свои последние картины, на создание которых его вдохновляет девушка — дочь доктора Гаше, в которую влюбился художник.

## В ролях
- Жак Дютрон — Винсент Ван Гог
- Александра Лондон — Маргарита Гаше
- Бернар Ле Кок — Тео Ван Гог
- Жерар Сети[фр.] — доктор Гаше
- Коринн Бурдон — Жо
- Эльза Зильберштейн — Кэти
- Лесли Аззуле — Аделин Раву
- Жак Видаль — месье Раву
- Шанталь Барбари — мадам Шевалье
- Лиз Ламетри — мадам Раву

## Награды и номинации
Каннский кинофестиваль-1991
- Участие в Основном конкурсе, выдвижение на «Золотую пальмовую ветвь» — Морис Пиала

Премия «Сезар»-1992
- Лучший фильм — режиссёр: Морис Пиала (номинация)
- Лучший режиссёр — Морис Пиала (номинация)
- Лучший актёр — Жак Дютрон (награда)
- Лучший актёр второго плана — Бернар Ле Кок (номинация)
- Лучший актёр второго плана — Жерар Сети (номинация)
- Самая многообещающая актриса — Александра Лондон (номинация)
- Самая многообещающая актриса — Эльза Зильберштейн (номинация)
- Лучший оригинальный или адаптированный сценарий — Морис Пиала (номинация)
- Лучшая работа оператора — Жиль Анри (фр.), Эмманюэль Машюэль (номинация)
- Лучшие декорации — Филипп Паллю и Катя Вышкоп (фр.) (номинация)
- Лучшие костюмы — Эдит Весперини (номинация)
- Лучший звук — Жан-Пьер Дюре (фр.), Франсуа Гру (фр.) (номинация)